# المهدي بن عبود
المهدي بن عبود هو طبيب ومفكر مغربي (سلا، 1919 - الرباط، 1999).

## مولده ونشأته
ولد الدكتور المهدي بن عبود سنة 1919 بمدينة سلا المغربية، حيث قضى طفولته الأولى، وقد توفي والده وعمره سبع سنوات، فتكفلت به أمه، ثم أخوه زين العابدين الذي سهر على تربيته وتعليمه والاعتناء به، حتى اجتاز مراحل التعليم الابتدائي فالإعدادي ثم الثانوي بنبوغ متميز، وأتقن ثلاث لغات: العربية، والفرنسية، والإنجليزية، نطقًا وكتابة، وحصل على شهادة البكالوريا، ثم التحق بالسنة التمهيدية للطب سنة 1940. سافر بعدها إلى فرنسا لمتابعة تعليمه العالي بجامعة مونبلييه، ثم انتقل إلى باريس سنة 1945 للتدرب على الجراحة، ثم تخصص في الأمراض الجلدية والتناسلية.
حصل سنة 1950 على درجة الدكتوراه من جامعة باريس، وعاد إلى المغرب، وفتح عيادته الطبية بمدينة الدار البيضاء.
ساهم المهدي بن عبود في الحركة الوطنية والنضال من أجل استقلال المغرب وشمال أفريقيا من خلال الحزب الوطني إلى سنة 1944، ثم في حزب الاستقلال إلى أن حصل المغرب على الاستقلال. سافر إلى الولايات المتحدة سنة 1951 للمساهمة في فتح مكتب للدفاع عن القضية المغربية، وفي سنة 1955 سيعزز صفوف المقاومة المغربية، ويصبح أحد أطرها الفاعلة. مباشرة بعد استقلال المغرب (1956) عينه الملك محمد الخامس سفيرا للملكة المغربية بالولايات المتحدة الأمريكية. سنة 1962 ستتم إقالته من السلك الدبلوماسي وسيعود إلى مزاولة مهنة الطب بمدينته سلا.
بعد ذلك، عين سنة 1966 أستاذًا بقسم الفلسفة بكلية الآداب بجامعة محمد الخامس بالرباط، حيث درًس مادة علم النفس المرضي، ومادة المذاهب الفكرية المعاصرة، ومادة العقيدة الإسلامية.

## مؤلفاته
ألف الدكتور المهدي بن عبود عدة كتب، منها:
- رصد الخاطر أفكار ونظريات وخواطر (ثلاثة أجزاء):
- خواطر حول أزمة الحضارة المعاصرة والتطلع إلى مستقبل الإنسانية.
- خواطر حول مسيرة الفكر البشري أو منهاج البحث عن الحقيقة واليقين.
- التحدي الخلقي.
- أيها الجيل الصاعد (رواية فلسفية).
- العصر والنصر (شعر).
- الواردات (حكم وأمثال).
- متفرقات (أحاديث صحفية وإذاعية).

## من أقواله حول أزمة الحضارة المعاصرة
- "معلوم أن سائر الحضارات كانت تؤمن بالمادة وبالروح في آن واحد، إلا هذه الحضارة المعاصرة، فإنها مبنية على المادة وحدها، نظرًا لطغيان العقلية الصهيونية عليها، وهي عقلية السوق والربح حتى أصبح الناس يعبدون العجل من دون الله بكيفية لم يسبق لها مثيل في التاريخ، فلما تشبعت العقول والأفكار بطغيان الفكر المادي على العقول انقلبت المثل العليا إلى شيء معدوم دفع إلى الفراغ والشهوات، فصار الحرام حلالاً والحلال موضع الاستهزاء {اللهُ يَسْتَهْزِئُ بِهِمْ وَيَمُدُّهُمْ فِي طُغْيَانِهِمْ يَعْمَهُونَ} (البقرة: 15). وهذه العبارة (يمدهم) تشير إلى تنقله من السيئ إلى الأسوأ حتى تقع الكارثة الماحقة التي لا يعلم غيبها وصورتها إلا الله، أتكون على صورة حرب عالمية ثالثة أم على صورة عقاب سماوي من الله مثل الذي حدث لعاد وثمود ونمرود وفرعون؟

ثم إن هناك فرقًا بين الحكام والمحكومين، فإذا كان بأيدي الحكام أسباب القهر لشعوبهم بالحديد والنار كما فعل عبد الناصر، فإن للمحكومين إيمانهم الذي هو أقوى من الخوف والموت {وَلَنْ يَجْعَلَ اللهُ لِلْكَافِرِينَ عَلَى المُؤْمِنِينَ سَبِيلاً} (النساء: 141)، إلا أن يتخلى المؤمنون عن مسؤولية الإيمان، بالاستسلام للطغيان، وحينئذ يستوي الفريقان في استحقاق العذاب، كما حدث لفرعون وأتباعه الذين قال الله فيهم {فَاسْتَخَفَّ قَوْمَهُ فَأَطَاعُوهُ إِنَّهُمْ كَانُوا قَوْمًا فَاسِقِينَ}(الزُّخرف: 54)."
- «تربيت في بيئة مسلمة مع أب زاهد ورع قضى شهرين يبيت بالمقبرة لقهر النفس وتجريد الخوف لله... كان يجتهد ألا ينام وفي جيبه قسط من المال يوزعه على الفقراء، كان يمشي في الأسواق ليلتقي بعامة الناس، فيعلمهم الصلاة والزكاة والصيام مع أن معلوماته لم تكن تتعدى حفظ القرآن الكريم».

- "الإنسان مفطور على حب المعرفة لتكوين نظرة عامة عن الوجود علمًا وعملاً، تربط الذات بالموضع، أي النفس بالكون، وتساعده على مسيرته من المهد إلى اللحد ككائن حر ومكرم، فلابد له من هذه النظرة الصائبة؛ حتى لا يعيش في الخيال والوهم وخداع العناوين، ولا يصير ضحية الفراغ المعنوي المؤلم بعبثه وقلقه وظلمه ودورانه المضطرب في مجال الأشباح الأيديولوجية يمينًا ويسارًا سرعان ما يتنكر لها دعاتها أنفسهم. نظرة كونية على عالم الشهادة وعالم الغيب تفرضها مشاهدة الواقع جمعًا بين الأضداد: حياة مع موت وكون مع فساد، وما إلى ذلك من سلسلة الأضداد الطويلة الغزيرة، والغاية من هذه النظرة هي طلب المعنى من جهة، والنجاة من جهة أخرى؛ حتى لا يضل ولا يشقى بما يسمى اليوم بالضمير الشقي المأساوي.

إن العمر قصير، والمطلوب عظيم، والعلم المحيط مستحيل؛ فلابد من نسق علمي مفتوح ينقذ الضمير من الخوف من المجهول. لا مفر للإنسان إطلاقًا من إظهار الحق ودمغ الباطل وتغلب العدل على الجور والظلم، وانتصار الحرية على الاستعباد وعلى الاستبداد، وتنمية قوة الإرادة العالمة العاملة لما ينفع الناس، على إرادة القوة المتعسفة العمياء المغرورة عند الغاشم الذي يجعل إِلَهَهُ هواه، ويسلك طريق الضلال على علم.
فالفرق شاسع بين قوة الإرادة عند أولي العزم من الأبرار وإرادة القوة عند أهل الطيش والغرور من الأشرار في فلسفات فاسدة ومختلة وقاسية القلب يمشي فيها الإنسان منكبًا على وجهه، ويسخر أو يمكر ويتوعد ويهدد العقل السليم الذي يمشي سويًا على صراط مستقيم. فلابد أيضًا من نسق مفتوح يجمع بين المعرفة الإنسانية والعرفان الروحي والعلم الإلهي يلم شتات الإنسان الممزق. لا مناص للإنسان من تعلق قلبه بمثل أعلى تتضمنه نظرته إلى الوجود، ويهتدي به في حياته تلبية لطبيعته الفطرية المجبولة على ربط العقل والقلب بهدف سام يرضي داعي الحق والخير والجمال والنمو والارتقاء والعدالة والأمن، وضمان حقوق الخلق وحقوق الحق، يحقق ميوله الغريزية لحفظ الكيان وصيانة اعتدال العقل وصحة الاعتقاد وسلامة الأسرة والمجتمع، ويمكنه من الدفاع عن وسائل طيبات العيش من تغذية ومسكن وملبس وتكوين شخصية عالمة عاملة صالحة للنفس وللغير.
والإنسان إما أن يعبد الخالق الذي له المثل الأعلى، فيكون واسع الآفاق بعيد النظر على منهج الأحرار، وإما أن يعبد المخلوق مثله من البشر أو من أموال أو من جاه أو من شهوات، فينزل إلى أسفل سافلين بعد أن خلقه الله في أحسن تقويم. إن رحى التاريخ تدور بلا انقطاع، محورها وقطبها هو الحق. فالحلال بَيِّن والحرام بَيِّن، والمعروف ما تعارفت العقول بالإجماع عليه ورضي به القلب، والمنكر ما مجته النفوس السليمة الطاهرة المطمئنة، ورفضه العقل السليم ونفرت منه الأذواق الرفيعة، وألحق الضرر بالأمة، وأخل بما ينفع الناس وتلاعب بالصالح العام".

## قالوا عنه
- قال عنه الدكتور عبد الكريم الخطيب:

"الدكتور المهدي بن عبود أحد أعمدة الفكر الإسلامي الحديث، استطاع بحنكة نادرة أن يمزج بين تخصصه في الطب والبحث عن مكامن الداء في الشخصية المسلمة المعاصرة. وكان دائم الحرص على أن يجعل من نفسه قدوة للآخرين، لا يفتأ يرشد الشباب ويوجههم إلى ما فيه صلاح دنياهم وآخرتهم. وعندما اندلع الكفاح من أجل الاستقلال بعد أن عهدت الأيدي الآثمة للاستعمار الفرنسي بنفي الملك محمد الخامس، كان الدكتور المهدي بن عبود في الموعد مع إخوانه المجاهدين. وقد ساهم معنا في جيش التحرير بواسع فكره وكبير عقله.
والمتتبع لحياة الدكتور ابن عبود يجدها متنوعة وغنية وزاخرة بالمعرفة والعلم والتجربة؛ ولذلك كان حديثه عن الحضارة الغربية وتحليله لآليات اشتغالها ينطلق من موقع العارف المطلع على بواطنها. فقد عاش سنوات عديدة في فرنسا وأمريكا، وتنقل كثيرًا بين عواصم الغرب، ورأى بعين بصيرته تحول هذه الحضارة من البشرية إلى الهمجية، حيث تحلل ما حرم الله، وتخالف الفطرة التي فطر الله الناس عليها. وكان يرى أن الاكتشافات العلمية تدعو إلى اعتناق الإسلام؛ لأن القرآن تنبأ بكل ما يحققه الإنسان في هذا العصر، وأن الإسلام سيقوى أكثر في عصر العلم".
- قال عنه الأستاذ محمد الدماغ:

"إن الدكتور المهدي من أعلام الفكر المعاصر وفلتة من فلتات الزمان، فهو دائرة معارف تمشي على قدمين، طبيب وفيلسوف، وفقيه وأديب، وشاعر وصوفي، ودبلوماسي ومجاهد مخلص، وداعية إلى الله عرج مدارج السالكين، وارتقى معارج السائرين في دائرة الشريعة، متبعًا لا مبتدعًا، محققًا ومدققًا لا ملفقًا ولا متلقفًا، فأشرقت روحه بنور ربها، وانبجست ينابيع الحكمة على لسانه، أوتي الفصاحة والبيان وسلاسة اللسان.
ففي حديثه جمع بين رقة المعنى ودقة المبنى، وجمع بين تنبيه الإشارة وتصريح العبارة، حاضر البديهة، ثاقب الذكاء، خفيف الروح، مشرق الوجه، متواضع، حليم، صبور، تواب، أواب، متبتل، ذاكر، ساجد، قوام، صوام، لا يرى في نفسه فضلاً ولا قدرة، لم يغره مال ولا جاه أو منصب أو سلطان، لم يخف في الله لومة لائم، يجتهد في نصرة الحق بالحق لا بالباطل أو طمعًا في الخلق، ينفق ذات اليمين وذات الشمال، ولا يخشى من ذي العرش إقلالاً، معرض عن الدنيا مقبل على الآخرة، هذا هو حكيم الزمان العلامة الدكتور المهدي ابن عبود.
لقد عرفت أستاذنا الكبير الدكتور المهدي بن عبود من خلال سماعي عنه من إخواننا المغاربة، ثم قرأت بعض بحوثه، فكان أن دعوناه للموسم الثقافي الذي تقيمه وزارة الأوقاف والشؤون الإسلامية بدولة الكويت، حيث ألقى عدة محاضرات، وعقد ندوات، وساهم في حوارات بجمعية الإصلاح الاجتماعي وغيرها، وحضر الندوة الأسبوعية مساء الجمعة، وسر غاية السرور بشباب الصحوة الإسلامية من الكويتيين والمقيمين الذي أحبوه وأصغوا بانتباه إلى توجيهاته، وبخاصة أنه كان يتمتع بالصفاء الروحي، وله اطلاع واسع على الحضارة الغربية ومواطن الضعف فيها، حيث درس في الغرب، وتقلد مناصب دبلوماسية في أوروبا وأمريكا، وعرف مقدار الكيد الكبير الذي يضمره أعداء الإسلام من المستشرقين وأعوانهم ضد الإسلام كدين، وضد المسلمين كأمة .

## وفاته
توفي المهدي بن عبود يوم 12 يونيو 1999 م، الموافق 27 من شعبان سنة 1420 ه، ودفن في المغرب.